# Kevin McAleenan
Kevin Kealoha McAleenan (Honolulu, 5 de septiembre de 1971) es un abogado y funcionario estadounidense, que desde abril de 2019 se desempeña interinamente como secretario de Seguridad Nacional de los Estados Unidos. También se desempeña como comisionado de la Oficina de Aduanas y Protección Fronteriza.
El presidente Donald Trump anunció su intención de nombrarlo como titular del Departamento de Seguridad Nacional, luego de la renuncia de Kirstjen Nielsen el 7 de abril de 2019, aunque legalmente, bajo U.S.C. §113 (g), el rol debió haber recaído en la entonces subsecretaria interina Claire Grady.

## Biografía

### Primeros años
Nació en 1971 de madre de ascendencia finlandesa y padre de ascendencia irlandesa. Recibió un título universitario de Amherst College. Luego recibió un doctorado en jurisprudencia de la Facultad de Derecho de la Universidad de Chicago y ejerció como abogado en el estado de California.

### Carrera temprana
Ejerció la abogacía en el sector privado desde 1998 hasta 2001, cuando los ataques terroristas del 11 de septiembre lo motivaron a postularse para el FBI. Fue reclutado para ayudar a poner en marcha la nueva Oficina de Antiterrorismo de la Oficina de Aduanas y Protección Fronteriza de los Estados Unidos (CBP, por sus siglas en inglés), y posteriormente se convirtió en su director ejecutivo.
En 2006, se convirtió en el director de área de la CBP en el Aeropuerto Internacional de Los Ángeles. Durante ese período, fue responsable de las operaciones de seguridad de dicho aeropuerto, así como de otras 17 instalaciones aeroportuarias. Después de dos años en consultoría privada, regresó a la CBP en 2010, liderando las operaciones de campo. En 2011, se convirtió en el comisionado asistente de la oficina de operaciones de campo.

### Comisionado de Aduanas y Protección Fronteriza

#### Nominación
Se desempeñó como comisionado interino de Aduanas y Protección Fronteriza de los Estados Unidos desde enero de 2017 hasta el 20 de marzo de 2018.
El presidente Donald Trump lo nominó para asumir el cargo de comisionado en calidad permanente en mayo de 2017. La nominación anterior de McAleenan fue apoyada por funcionarios de las administraciones de George W. Bush y Barack Obama, algunos de los cuales firmaron una carta al Congreso expresando «apoyo entusiasta» para McAleenan, al que lo describieron como «altamente calificado». El presidente Trump presentó oficialmente la nominación al Senado el 22 de mayo. El Senado confirmó la nominación el 19 de marzo de 2018, con un voto de 77–19. Juró el 20 de marzo de 2018.

#### Patrulla fronteriza
En agosto de 2018, fue entrevistado por The New York Times, donde afirmó que es consciente de que es ilegal detener a familias por más de 90 días. Más adelante en la entrevista, continuó diciendo que siente que la orden ejecutiva del presidente Trump era una «recalibración importante». También afirmó que «los esfuerzos bien intencionados no tendrán éxito si pierden el interés público». McAleenan es partidario del Servicio de Inmigración y Control de Aduanas de los Estados Unidos, declarando que hacen «trabajo crítico». En el resto de la entrevista, señaló que no hay intención de separar a la familia por tiempo indefinido o de forma permanente, y reconoce que el trabajo de la CBP es hacer cumplir la ley.
En septiembre de 2018, le dijo al comité editorial de USA Today que planea pasar más tiempo «analizando formas de modernizar las instalaciones de la patrulla fronteriza» y que tenía la intención de viajar a la parte suroeste de Estados Unidos, donde se encuentran recluidos la mayoría de los niños migrantes.